# 田中メカ
田中 メカ（たなか メカ、12月23日 - ）は、日本の漫画家。愛知県知多郡東浦町出身。女性。血液型はO型。
1998年、『LaLa DX』（白泉社） 掲載の「無敵のハートビーター」でデビュー。以後、白泉社の漫画雑誌『LaLa』、『LaLa DX』、『AneLaLa』で活動。作品に『お迎えです。』、『キスよりも早く』などがある。

## 略歴
- 1998年 - 投稿作品「天然求心力α」が第76回LMSララまんが家スカウトコースのベストルーキー賞を受賞し、『LaLa DX』7月号に掲載。「Light Right ラビット」が第18回LMGララまんがグランプリのフレッシュデビュー賞を受賞し、『LaLa DX』9月号に掲載。『LaLa DX』11月号の「無敵のハートビーター」でデビュー。
- 1999年 - デザイン会社に勤務しながら執筆を始めた「お迎えです。」が『LaLa』3月号より連載開始。同作品が第24回白泉社アテナ新人大賞デビュー優秀者賞受賞。

## 作品リスト

### 連載作品
- お迎えです。（1999年 - 2002年・2016年、『LaLa』） - 2016年に『お迎えデス。』のタイトルで実写ドラマ化[4]。
- 天然パールピンク（2002年 - 2004年、『LaLa』）
- 7時間目ラプソディー（2003年 - 2006年、『LaLa DX』）
- セーラー服にお願い!（2004年 - 2006年、『LaLa』）
- キスよりも早く（2006年 - 2012年、『LaLa』）
- おとめとメテオ（2013年[5] - 2014年、『LaLa』）
- 朝まで待てません!（2013年[6] - 2024年[7]、『AneLaLa』→『LaLa DX』）
- 君のコトなど絶対に（2014年[8] - 2017年、『LaLa』）
- 鉄壁ハニームーン（2018年[9] - 2023年[10]、『花とゆめAi』）
- 花はことりを好きすぎる（2024年 - 、『LaLaDX』2025年1月号[11] - ）

### 読切作品
- 天然求心力α（『LaLaDX』1998年7月号） - 投稿作。『お迎えです。』単行本第2巻に収録。
- Light Right ラビット（『LaLaDX』1998年9月号） - 投稿作。『7時間目ラプソディー』に収録。
- 無敵のハートビーター（『LaLaDX』1998年11月号） - デビュー作。『お迎えです。』単行本第2巻に収録。
- 変化の法則（『LaLaDX』1999年1月号）- 『お迎えです。』単行本第1巻に収録。
- ときわ2本松（『LaLaDX』1999年7月号）- 『お迎えです。』単行本第1巻に収録。
- グッドラック（『LaLaDX』1999年11月号）
- 苦いクスリに甘い嘘（『LaLa』2000年11月号）- 『お迎えです。』単行本第4巻に収録。
- 運命のベイベ（『LaLaDX』2000年11月号）- 『天然パールピンク』単行本第2巻に収録。
- サヨナラほうき星（『LaLa』2001年4月号）- 『お迎えです。』番外編。『お迎えです。』単行本第4巻、文庫第2巻に収録。
- ダイヤモンド50%（『LaLa』2001年9月号）- 『天然パールピンク』単行本第2巻に収録。
- 午前の森（『LaLaDX』2002年5月号）- 『7月の魔法使い』に収録。
- 青春ギャラクシー（『ザLaLa×メロディ』2003年）
- 7時間目ラプソディー（『LaLaDX』2003年11月号）- 『7時間目ラプソディー』に収録。
- ふるふる、花火（『LaLa』2004年8月号）- 『セーラー服にお願い!』単行本第2巻に収録。
- 7月の魔法使い（『LaLaスペシャル』2006年8月号）- 『7月の魔法使い』に収録。
- 王子様、11月のユウウツ（『LaLaDX』2006年11月号）- 『7月の魔法使い』に収録。
- 月とひまわり（『LaLa』2007年1月号）- 『キスよりも早く』単行本第1巻、文庫第1巻に収録。
- 10月の女王と僕（『LaLaスペシャル』2008年10月号）- 『7月の魔法使い』に収録。
- 2月のケダモノたち（『LaLaスペシャル』2010年2月号）
- ケダモノ進化論（『LaLaDX』2010年9月号）
- 皿の上の彼女（『黒LaLa』2011年）- 『ぼくと獲物の夏休み』に収録。
- 前夜祭パトローラー（『LaLa』2012年11月号）- 『お迎えです。』単行本第6巻に収録。
- 帰り花の彼女（『白LaLa』2012年）- 『ぼくと獲物の夏休み』に収録。
- 6月のつよがりリリィ（『LaLa』2014年6月号）- 『キスよりも早く Future』に収録。
- 背中のトゥインクル（『LaLa』2018年8月号）- 『ぼくと獲物の夏休み』に収録。
- ぼくと獲物の夏休み（『LaLaDX』2018年9月号[12]）- 『ぼくと獲物の夏休み』に収録。
- ぼくと獲物は春を追う（『LaLa』2019年6月号[13]）- 『ぼくと獲物の夏休み』に収録。
- トモ・カレ・トモ（『LaLa』2020年2月号）
- 知りたいふたり（作画：北福佳猫、『LaLa』2023年12月号[14]） - 原作担当[14]。

### 書籍
- お迎えです。（単行本全6巻、文庫版全3巻）
- 天然パールピンク（単行本全4巻、文庫版全2巻）
- 7時間目ラプソディー（単行本短編集）
- セーラー服にお願い!（単行本全4巻）
- キスよりも早く（単行本全12巻、文庫版全6巻）
- 7月の魔法使い（単行本短編集）
- おとめとメテオ（単行本全2巻）
- 君のコトなど絶対に（単行本全4巻）
- 朝まで待てません!（単行本全4巻）
- キスよりも早く Future（単行本全1巻）※『キスよりも早く』特別編
- 鉄壁ハニームーン（単行本全8巻）
- ぼくと獲物の夏休み（単行本短編集）

### その他
- はやて×ブレード 第15巻ブックレット付特装版（集英社、2011年刊）[15]
- 刀剣乱舞学園 〜刀剣乱舞-ONLINE-アンソロジーコミック〜（白泉社、2015年刊）カラーイラスト[16]
- 刀剣乱舞-ONLINE-アンソロジーコミック 〜誉!〜（白泉社、2016年刊）カラーイラスト、漫画[17]

## 関連人物
緑川ゆき
『LaLa』の同期で友人。